# François-Marie Coger
François-Marie Coger, né à Paris en 1723 et mort le 18 mai 1780, est un homme d'Église et homme de lettres français.

## Biographie
Licencié en théologie, Coger fut professeur d’humanités et d’éloquence au collège Mazarin, puis recteur de l’université de Paris. 
D’abord connu d’une manière assez avantageuse par quelques pièces de vers latins, sa réputation ne se serait jamais étendue au-delà du petit nombre de personnes férus de poésie latine, sans les plaisanteries et les sarcasmes dirigés contre lui par Voltaire à l’occasion d’une Critique du Bélisaire de Marmontel qu’il avait fait paraitre en 1767. Il avait déjà publié une Critique de l’Éloge du dauphin, par Thomas, l’année précédente, mais celle de Bélisaire, dans laquelle Voltaire et les autres philosophes étaient attaqués sans ménagement, lui attira l’inimitié du patriarche de Ferney, qui l’a fort maltraité. Ce dernier ne le désigna plus, dans ses lettres à ses amis, et même dans des écrits publics, que sous le nom de « Cage pecus », avec différentes épithètes injurieuses. Coger s’en vengea en proposant, l’année de son rectorat, pour sujet du prix d’éloquence latine, celte question : Nùm magis Deo quàm regibus infensa sit isla quod vocalur hodiè philosophia ? où le mot « magis », au lieu de « minus », forme une équivoque que Voltaire saisit habilement pour faire rire aux dépens du recteur, et traduisant le texte par cette phrase : « Cette, qu’on nomme aujourd’hui philosophie, n’est pas plus ennemie de Dieu que des rois ». 
Selon Michaud, es qualités de Coger étaient bien supérieures à ses talents. Il remplit les devoirs de son état avec une exacte probité, se montra plein de zèle pour les progrès de ses élèves, et, bien que peu aisé, en soutint, par ses libéralités, plusieurs qui annoncent des dispositions, mais que leur manque de fortune aurait obligés de renoncer à leurs études.
Il a laissé une Oraison funèbre de Louis XV et des poésies latines, publiés séparément depuis 1742 à 1767, et dont la plupart se rattachent à des événements historiques. Le style de ces pièces est pur, mais elles manquent de chaleur et de poésie.

## Principales publications
- Examen d’un discours de M. Thomas qui a pour titre Éloge de Louis, dauphin de France, 1766.
- Examen du Bélisaire de Marmontel, 1767.

## Pour approfondir